# Peter Steiger
Peter Steiger (Schlatt bei Winterthur, 23 januari 1960) is een Zwitsers voormalig wielrenner die zowel actief was in het baan- als het wegwielrennen.

## Carrière
Steiger won de Bay Cycling Classic in 1989.
Zijn grootste successen behaalde hij in het baanwielrennen. Nadat hij in 1990 en 1991 tweede werd won Steiger in 1992 het wereldkampioenschap stayeren. 

## Palmares

### Wegwielrennen
1989
Bay Cycling Classic

### Baanwielrennen
| Jaar           | ZK          | EK       | WK       | Overig   |
| Amateurs       | Amateurs    | Amateurs | Amateurs | Amateurs |
| -------------- | ----------- | -------- | -------- | -------- |
| 1979           | puntenkoers |          |          |          |
| 1980           | puntenkoers |          |          |          |
| 1981           | puntenkoers |          |          |          |
| 1982           | puntenkoers |          |          |          |
| 1983           |             |          |          |          |
| 1984           | stayeren    |          |          |          |
| 1985           |             |          |          |          |
| 1986           | stayeren    |          |          |          |
| Beroepsrenners |             |          |          |          |
| 1986           |             | stayeren |          |          |
| 1987           | stayeren    | stayeren |          |          |
| 1988           | stayeren    |          |          |          |
| 1989           | stayeren    | stayeren |          |          |
| 1990           | stayeren    |          | stayeren |          |
| 1991           | stayeren    |          | stayeren |          |
| 1992           |             |          | stayeren |          |